# Мальтцан, Мария фон
Графиня Мария фон Мальтцан (нем. Maria Gräfin von Maltzan; полное имя: Maria Helene Françoise Izabel Gräfin von Maltzan, Freiin zu Wartenberg und Penzlin; 25 марта 1909, Милич, Силезия — 12 ноября 1997, Берлин) — немецкий биолог, ветеринар и активист антинацистского Сопротивления.

## Биография

### Детство
Графиня Мария фон Мальтцан родилась 25 марта 1909 года в замке Милич, примерно в 55 километрах к северу от Вроцлава. Она была младшей из семерых детей Андреаса фон Мальтцана (20 мая 1863 года — 10 апреля 1921 года), принадлежавшего к старинному германо-шведскому аристократическому роду, происходившему из Померании. Её мать, Элизабет (24 января 1869 года — 25 февраля 1934 года), происходила их рода фон Шуленбург, который владел замком Эфте.
Мальтцан в детстве проживала в загородных родовых поместьях своего отца. У неё были близкие отношения с отцом. Правда, при этом она не ладила ни со своей матерью, ни с единственным братом. С самого раннего возраста она отличалась независимым характером. Кроме того, она не могла переносить какое-либо насилие над животными.

### Юность и молодость
Образование Мария получила в школе-интернате в Вармбрунн. Затем она продолжила обучение в лицее Кирштайн в Берлине. Против воли своей матери (отец умер ещё в 1921 году) Мария пошла в ориентированную на науку среднюю школу Элизабет в Берлинском районе Кройцберг, вместо того, чтобы идти в специальную школу для девушек. Закончив в 1927 году школу, Мария некоторое время провела во Вроцлаве, а в 1928 году начала обучение в Мюнхене. Она решила специализироваться на зоологии, ботанике и антропологии. В 1933 году она получила докторскую степень по биологии рыбного хозяйства. Её научным руководителем был известный немецкий зоолог Рейнхард Демолль. Однако она не смогла найти работу в научном институте, так как слишком открыто критиковала пришедших к власти национал-социалистов.

### Участие в Сопротивлении
С помощью иезуита Фридриха Макермана графиня вступила в контакт с противниками нацистов из числа католического духовенства. Она сумела нелегально переправить материалы, компрометирующие Адольфа Гитлера.
В 1934 году Мария с подругой отправилась на машине в путешествие по Африке. Через Францию и Испанию она попала в Марокко, а оттуда в Алжир, Ливию и Египет. Через год она вернулась назад.
В Мюнхене Мария c головой окунулась в жизнь баварской богемы. Она курила трубку или сигару, работала переводчиком, независимым журналистом и редактором. В то же время Мария пробовала сниматься в кино на студии Bavaria Film. В 1935 году она вышла замуж за актёра и артиста кабаре Вальтера Хилльбринга. Пара переехала в Берлин, где Мария работала в издательской индустрии. Брак оказался неудачным. Супруги расстались. Хилльбринг вернулся в Мюнхен, а Мальтцан осталась в столице.
После погромов, произошедших с 9 по 10 ноября 1938 года, она начала работать добровольцем в Красном Кресте.
После начала войны осенью 1939 года Мальтцан начала трудиться в службе розыска Немецкого Красного Креста. В 1940 году она начала изучать ветеринарную медицину в Берлине, а в 1943 году закончила обучение, сдав государственный экзамен.
Всё это время графиня поддерживала контакты с группами противников нацизма в Берлине. В 1937 году она впервые встретилась и помогла человеку, который сбежал из концлагеря. С 1942 года она помогла скрыться своему близкому знакомому, писателю еврейского происхождения Гансу Хиршелю (1900—1975), бывшему редактору журнала «Треугольник», издания о немецкой авангардной литературе. Вскоре Мария забеременела от Хиршеля. Одновременно в своей квартире в Берлине в районе Вильмерсдорф она укрывала ещё двух евреев. Во время опасности, когда могли нагрянуть агенты гестапо, мужчинам приходилось прятаться в специальных ящиках, встроенных в кровати и диваны. К сожалению, её ребёнок умер в младенчестве в результате сбоя питания после взрыва авиабомбы.
Тесно сотрудничая с Церковью Швеции (церковь Виктории в Вильмерсдорфе), Мальтцан помогала жертвам нацистских преследований скрыться и получить поддельные паспорта. Кроме того, она активно сотрудничала со «Шведской мебельной кампанией». Эта организация прятала евреев или тех, кого нацисты преследовали по политическим мотивам, в ящиках для мебели, которые затем под видом багажа шведских граждан вывозили из Германии. Около 60 человек выжили благодаря помощи Марии Мальтцан. Причём она оставалась аполитичной, но ради спасения людей вступала в контакт и с коммунистами, и с кружком Крейзау. При этом её родной брат вступил в ряды национал-социалистов.
В последние месяцы войны Мальцан помогала беженцам и дезертирам. Она организовала частную столовую во дворе своего дома на Детмолдер-штрассе, 11 и кормила там людей до тех пор, пока здание не было разрушено в ходе бомбардировок.

### Послевоенные годы
После войны Мария работала ветеринарным врачом, помогая сначала советским, а затем британским офицерам. Она хотела вернуться в Милич, но это было невозможно. Всё имущество оказалось утрачено, её родные депортированы, а владения оказались в составе Польши.
В 1947 году Мальтцан наконец официально вышла замуж за Ганса Хиршеля. Но уже в 1949 году брак был расторгнут. Однако, как ни удивительно, пара вновь оформила отношения в 1972 году.
В 1950-е годы, из-за зависимости от таблеток и наркомании, Мария фон Мальтцан несколько раз проходила курс лечения и потеряла лицензию на право заниматься ветеринарией. Некоторое время она ездила по стране с цирком и работала в берлинском зоопарке. Позднее Мария смогла восстановить лицензию.
После смерти мужа в 1975 году она открыла собственную ветеринарную клинику на бульваре Курфюрстендамм в Берлине. Её клиентами были многие именитые горожане. С 1981 года она вновь обосновалась в районе Кройцберг, где открыла ветеринарный кабинет. Нередко лечение домашних животных небогатых людей она осуществляла бесплатно. При этом, не утратив независимый характер, женщина не раз вступала в конфликт с властями.
Мария фон Мальцан скончалась 12 ноября 1997 года в возрасте 88 лет в Берлине. Её могила находится на кладбище в Вестэнде.

## Признание заслуг
В 1986 году Мария фон Мальтцан опубликовала свои мемуары под заголовком «Бей в барабаны и не бойся». Она появилась на ток-шоу, в том числе в программе популярного ведущего Альфреда Биолека и стала известна широкой аудитории. В 1987 году по инициативе властей Израиля её удостоили почётного звания «Праведник народов мира». 1 октября 1989 года она получила орден «За заслуги перед землёй Берлин».

## Память
- На доме на Детмолдерштрассе, 11 в берлинском районе Вильмерсдорф имеется мемориальная доска в память о Марии фон Мальтцан.
- В 1984 году вышел художественный фильм Versteckt (англ. Forbidden), в сюжет которого были положены события из жизни Марии фон Мальтцан. Главную женскую роль исполнила Жаклин Биссет, а Ганса Гиршеля — Юрген Прохнов.
- С 1999 года на тротуаре перед зданием Detmolderstrasse, 11 в Берлине-Вильмерсдорфе размещена мемориальная надпись в память о борце Сопротивления Марии фон Мальцан.
- В художественном фильме «Розенштрассе» (2003) Маргареты фон Тротт прообразом Лены Фишер стала графиня Мария фон Мальтцан.
- В Великобритании и США в литературе о нацистской Германии её приводят как пример «порядочных немцев», которые не только принимали участие в гитлеровском терроре, но и спасали людей.
- Американская актриса еврейского происхождения Дебора Любар, которая имеет внешнее сходство с Мальтцан, в своём сольном спектакле «Вы делаете то, что делаете» (автор Марианна Луст) воспроизводит многие сцены из жизни смелой женщины.
- Автобиография Марии фон Мальтцан переведена на несколько языков.
- 8 августа 2008 года казармы Школы служебных собак бундесвера в Ульмене были названы именем графини фон Мальтцан.

## Научные работы
- Maltzan, Maria von. Schlage die Trommel und fürchte dich nicht (нем.). — Ullstein, München, 1986 (zuletzt bei  2005). — ISBN 978-3-548-20941-8.
- Maltzan, Maria von. Das neue Katzenbuch: Aufzucht und Pflege der Hauskatze (нем.). — Falken Verlag, 1952.